# ベトナム独立宣言
ベトナム独立宣言（ベトナムどくりつせんげん、ベトナム語：Tuyên ngôn Độc lập / 宣言獨立）は、1945年9月2日に、ベトナム民主共和国初代国家主席ホー・チ・ミンによって行われた独立宣言である。

## 概要
ベトナムは19世紀にフランスによって侵略され、フランス領インドシナとして植民地とされた。太平洋戦争が起こると、日本（当時の大日本帝国）がフランスから支配権を奪取してベトナムを支配し始め、東京大空襲の翌日に当たる1945年3月11日にベトナム帝国を樹立した。その頃に、ホー・チ・ミンは独立運動のためにベトミンを創立し、8月26日にはハノイでベトナム共産党の会議を開いて、独立宣言の草案を練り始めた。そして、大日本帝国政府がポツダム宣言による降伏文書に調印した9月2日に、正式にベトナム民主共和国の独立宣言が発表された。